# 希薄気体力学
希薄気体力学（きはくきたいりきがく）とは、気体力学の中でも、圧力が非常に低く、分子の運動まで考慮する必要がある気体の流れについて扱う学問である。具体的には、クヌーセン数が0.01以上の気体について適用され、ボルツマン方程式を用いて記述される。希薄流体力学は、ロケットや人工衛星、流星などの研究に使われてきたが、その後は微小な物体の周囲での気体の流れについても活用されるようになった。